# Anna Alminovová
Anna Alexandrovna Alminovová (rusky Анна Александровна Альминова; * 17. ledna 1985, Kirov) je ruská atletka, běžkyně na středních tratích.
Její hlavní disciplínou je běh na 1500 metrů. Věnuje se také osmistovce a běhu na 3000 metrů. První úspěch zaznamenala v roce 2004 na juniorském mistrovství světa v italském Grossetu, kde získala stříbrnou medaili. O rok později doběhla na halovém mistrovství Evropy v Madridu na předposledním, osmém místě. Reprezentovala na Letních olympijských hrách 2008 v Pekingu, kde skončila v čase 4:06,99 na jedenáctém místě.
V roce 2009 se stala v Turíně halovou mistryní Evropy v závodě na 1500 metrů. Na témže šampionátu zkoušela uspět také na dvojnásobné trati. Druhou medaili zde však ale nezískala, když skončila šestá. Na MS v atletice 2009 v Berlíně se neprobojovala do finále, když v semifinále doběhla na celkovém 23. místě. V roce 2010 na halovém MS v katarském Dauhá doběhla ve finále na sedmém místě. Na konci dubna byl její výsledek z HMS 2010 anulován, kvůli pozitivnímu dopingovému nálezu. V jejím vzorku moči byla nalezena nepovolená koncentrace pseudoefedrinu, za což dostala Alminovová tříměsíční zákaz startu.